# Triphylin
Triphylin ist ein eher selten vorkommendes Mineral aus der Mineralklasse der „Phosphate, Arsenate und Vanadate“. Es kristallisiert im orthorhombischen Kristallsystem mit der chemischen Zusammensetzung LiFePO4 und bildet selten prismatische Kristalle, häufiger findet man es hypidiomorph im Gestein. Das Mineral ist von blau- bis grüngrauer Farbe, gealtert braun bis schwarz.

## Etymologie und Geschichte
Das Mineral wurde erstmals 1834 vom deutschen Mineralogen Johann Nepomuk von Fuchs in einem Quarzsteinbruch am Hennenkobel bei Rabenstein im Bayerischen Wald gefunden und untersucht. Der Name leitet sich vom griechischen tri (drei) und phulon (Kind, Familie) ab, da im Mineral drei verschiedene Kationen (Eisen, Lithium, Mangan) enthalten sind.

## Klassifikation
In der alten Systematik der Minerale nach Strunz (8. Auflage) gehört Triphylin zur Abteilung der „wasserfreien Phosphate ohne fremde Anionen“. Seit der neuen Systematik der Minerale nach Strunz (9. Auflage) ist diese Abteilung jedoch präziser unterteilt nach der Größe der Kationen. Das Mineral findet sich jetzt entsprechend in der Unterabteilung „der wasserfreien Phosphate ohne fremde Anionen mit mittelgroßen Kationen“ und bildet zusammen mit Ferrisicklerit, Heterosit, Lithiophilit, Natrophilit, Purpurit, Sicklerit und Simferit eine eigene Gruppe.
Die Systematik der Minerale nach Dana ordnet den Triphylin ebenfalls in die Abteilung der „wasserfreien Phosphate“ ein, präzisiert aber mit der Angabe der allgemeinen chemischen Formel „A+B2+XO4“.

## Kristallstruktur

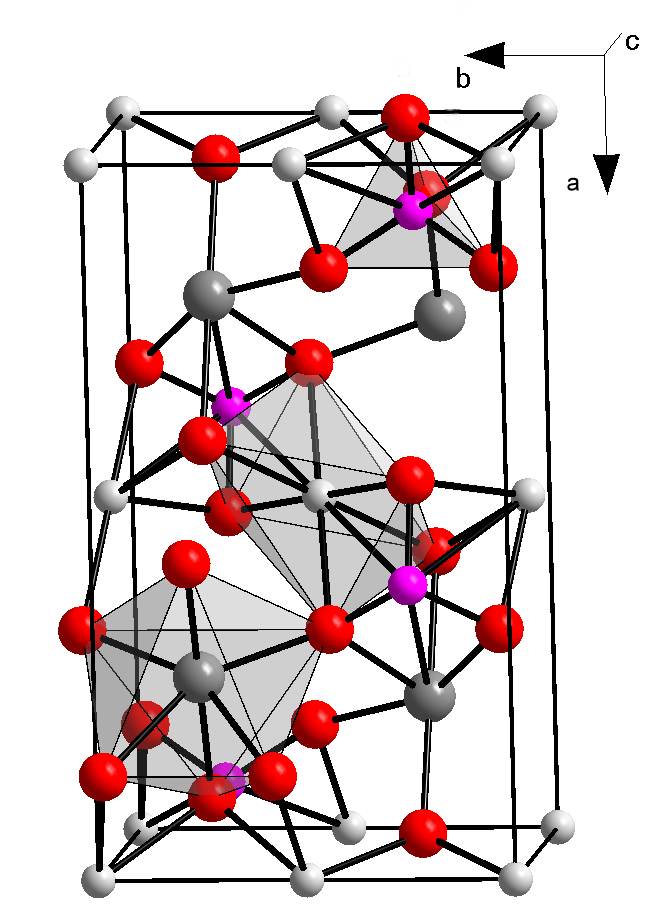
Kristallstruktur von Triphylin

Triphylin kristallisiert im orthorhombischen Kristallsystem in der Raumgruppe Pnma (Raumgruppen-Nr. 62), den Gitterparametern a = 10,332 Å, b = 6,01 Å und c = 4,692 Å sowie vier Formeleinheiten pro Elementarzelle. Das Lithium ist dabei verzerrt von sechs Sauerstoffatomen koordiniert, auch die Eisenatome sind oktaedrisch koordiniert. Dazu enthält die Struktur isoliert Phosphat-Tetraeder.

## Eigenschaften
Triphylin ist in Salz- und Schwefelsäure löslich. Vor dem Lötrohr schmilzt es unter Bildung einer dunkelgrauen, magnetischen Kugel.  Das Mineral altert, in dem das zweiwertige Eisen zu dreiwertigem oxidiert und dabei das Lithium aus dem Triphylin entweicht. Dabei bildet sich Heterosit.

## Modifikationen und Varietäten
Triphylin bildet eine Mineralserie mit Lithiophilit, bei dem das Eisen durch Mangan ersetzt ist. Meist enthält der natürlich vorkommende Triphylin auch Mangan. Das Mineral ist mit Olivin isotyp.

## Bildung und Fundorte
Triphylin kommt vor allem in Granit-Pegmatiten vor. Es ist dort das häufigste Phosphat-Mineral. Das Mineral ist vergesellschaftet mit Ferrisicklerit, Heterosit, Alluaudit und anderen Eisen-Mangan-Oxiden und -Phosphaten sowie Erzmineralen wie Spodumen, Amblygonit, Kassiterit und Tantalit-(Mn).
Neben der Typlokalität sind eine Anzahl weiterer Fundorte bekannt (Stand Februar 2010: 232 Fundstellen) Zu den wichtigeren zählen Hagendorf in Bayern (Deutschland), Tammela in Finnland, Skellefteå und Norrö in Schweden, Chanteloube und Huréaux in Frankreich, Bory in Tschechien, Governador Valadares in Brasilien, Point de Bois in Kanada sowie Newport, Grafton, Newry, Keystone und Custer in den Vereinigten Staaten.

## Verwendung
Der in Hagendorf vorkommende Triphylin, dessen Vorkommen etwa 1800 bis 2000 Tonnen betrugen, wurde zur Gewinnung von Lithium verhüttet.